# Моточи (Долж)
Моточи (рум. Motoci) насеље је у Румунији у округу Долж у општини Мискиј. Oпштина се налази на надморској висини од 182 m.

## Становништво
Према подацима из 2002. године у насељу је живело 231 становника, од којих су сви румунске националности.